# پیر امپراتوری

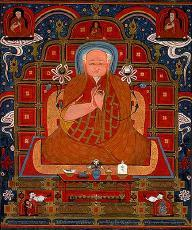
نقاشی از پیر امپراتوری

پیر امپراتوری یا دیشی (انگلیسی: Imperial Preceptor) عنوانی عالی و پست قدرتمندی بود که توسط قوبلای خان، بنیانگذار دودمان یوآن ایجاد شد. این به عنوان بخشی از حمایت مغول از بودیسم تبتی و حکومت اداری یوان تبت تأسیس شد.